# Alessandro Damasceni Peretti
Alessandro Damasceni Peretti ou Alessandro Peretti, dit aussi cardinal Montalto, né en 1571 à Montalto dans les États pontificaux, et mort à Rome le 2 juin 1623, est un cardinal italien du XVIe siècle. Sa mère est une nièce du pape Sixte V. Il est le frère de Flavia Damasceni Peretti, duchesse de Bracciano, et l'oncle du cardinal Francesco Peretti di Montalto (1641).

## Biographie
Alessandro Damasceni Peretti est clerc romain. Quand il a 14 ou 15 ans, il est créé cardinal par le pape Sixte V lors du consistoire du 13 mai 1585. Le cardinal Peretti est gouverneur perpetuus de Fermo, gouverneur de Città della Pieve et légat à Bologne. Il est aussi vice-chancelier et chancelier de la Sainte-Église. En 1590-1620, il est abbé commendataire de l'abbaye de Farfa et de Santa Maria in Cellis. Avec les cardinaux Mariano Pierbenedetti et Anton Maria Salviati, il est nommé en 1592 à la préfecture de Rome, de la Consulta et des villes de tous les États pontificaux. En 1620, il est cardinal protoprêtre. Peretti participe aux deux conclaves de 1590 (élection de Urbain VII et Grégoire XIV) et aux conclaves de 1591 (élection d'Innocent XI), de 1592 (élection de Clément VIII), de 1605 (élection de Léon XI et de Paul V) et de 1621 (élection de Grégoire XV). Il est consacré le 19 juillet 1620 cardinal-évêque d'Albano par Paul V avec comme co-consécrateurs Benedetto Giustiniani et Scipione Caffarelli-Borghese.
Après les cardinaux Raffaele Riario et Gianfrancesco Gambara, Alessandro Peretti est le troisième grand constructeur de la Villa Lante à Bagnaia. Le sculpteur Le Bernin réalise un buste du cardinal Montalto,.
Peretti a montré son goût pour la musique ainsi que pour de somptueuses productions théâtrales organisées dans sa résidence, le palais Cancelleria ; il prend plusieurs musiciens à son service et encourage l'art de la monodie ou du chant en solo,.

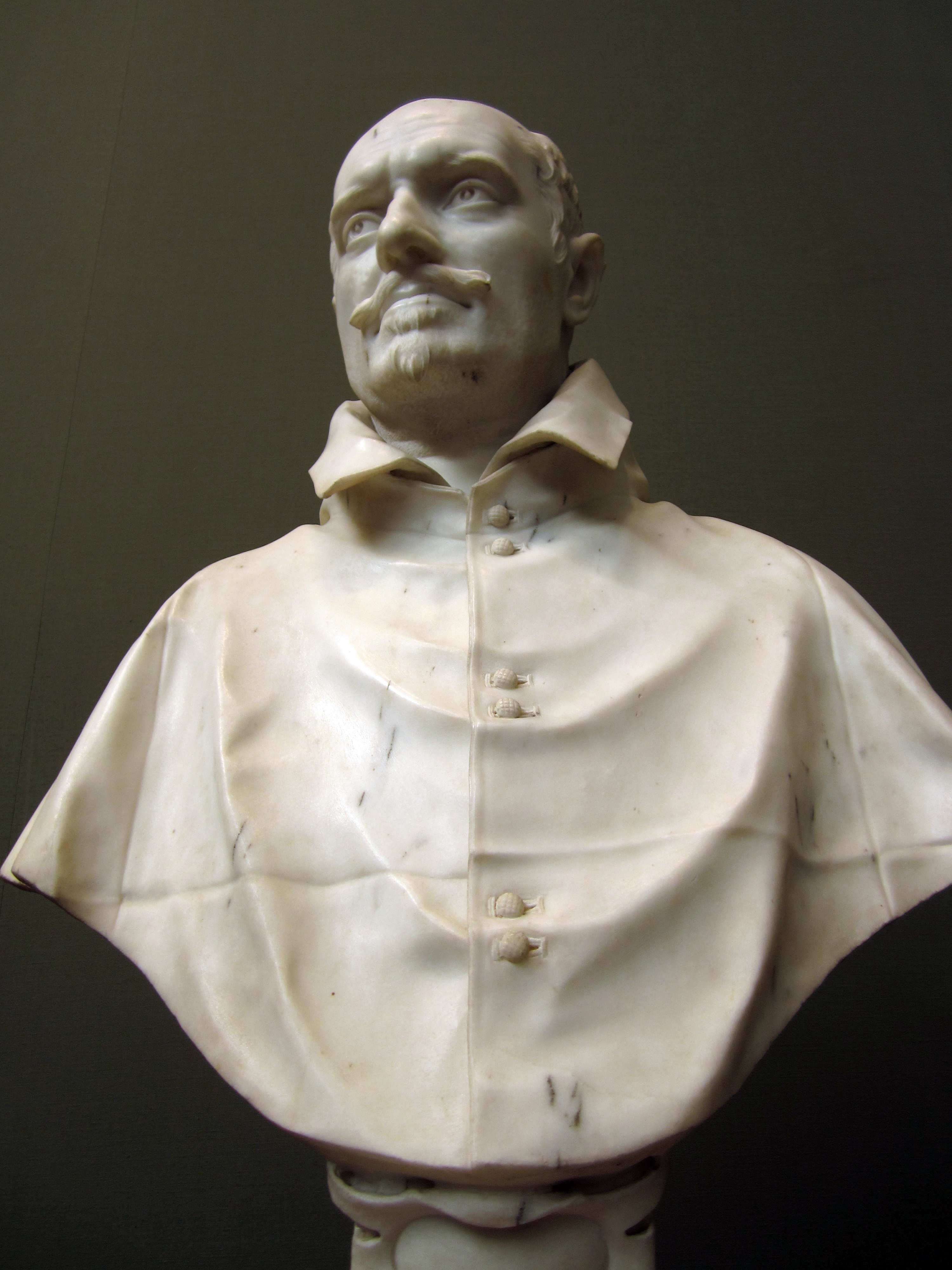
Le Bernin, Buste du cardinal Montalto, marbre, Hambourg, Kunsthalle.